# Xaurus papuus
Xaurus papuus là một loài bọ cánh cứng trong họ Cerambycidae.